# Сен-Гуэн
Сен-Гуэ́н (фр. Saint-Goin) — коммуна во Франции, находится в регионе Аквитания. Департамент — Атлантические Пиренеи. Входит в состав кантона Олорон-Сент-Мари-1. Округ коммуны — Олорон-Сент-Мари.
Код INSEE коммуны — 64481.

## География

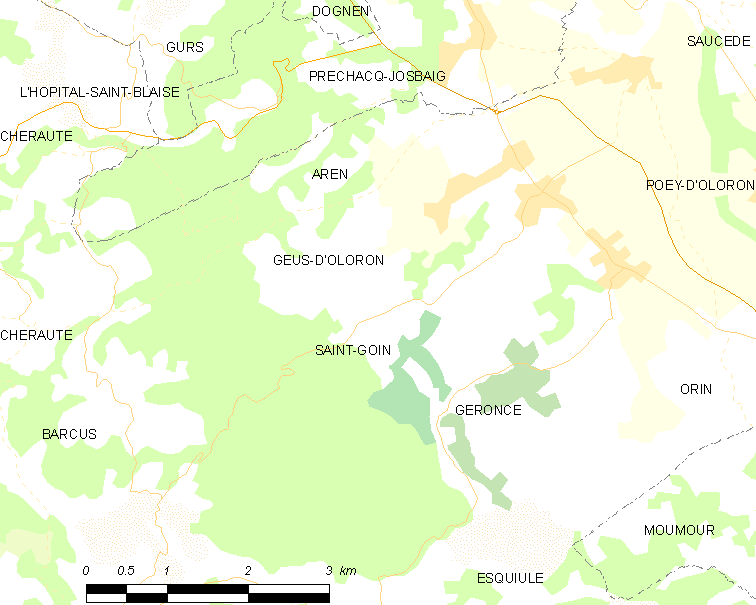
Карта коммуны

Коммуна расположена приблизительно в 670 км к югу от Парижа, в 180 км южнее Бордо, в 28 км к западу от По.

### Климат
Климат тёплый океанический. Зима мягкая, средняя температура января — от +5°С до +13°С, температуры ниже −10 °C бывают редко. Снег выпадает около 15 дней в году с ноября по апрель. Максимальная температура летом порядка 20-30 °C, выше 35 °C бывает очень редко. Количество осадков высокое, порядка 1100 мм в год. Характерна безветренная погода, сильные ветры очень редки.

## Население
Население коммуны на 2010 год составляло 227 человек.
| 1962 | 1968 | 1975 | 1982 | 1990 | 1999 | 2010 |
| ---- | ---- | ---- | ---- | ---- | ---- | ---- |
| 190  | 200  | 164  | 173  | 182  | 188  | 227  |

## Администрация
| Период | Период | Фамилия       | Партия | Примечания |
| ------ | ------ | ------------- | ------ | ---------- |
| 1995   | 2014   | Жан Марестен  |        |            |
| 2014   | 2020   | Эвелин Баллио |        |            |

## Экономика
В 2010 году среди 139 человек трудоспособного возраста (15-64 лет) 112 были экономически активными, 27 — неактивными (показатель активности — 80,6 %, в 1999 году было 73,7 %). Из 112 активных жителей работали 108 человек (57 мужчин и 51 женщина), безработных было 4 (1 мужчина и 3 женщины). Среди 27 неактивных 13 человек были учениками или студентами, 6 — пенсионерами, 8 были неактивными по другим причинам.

## Фотогалерея

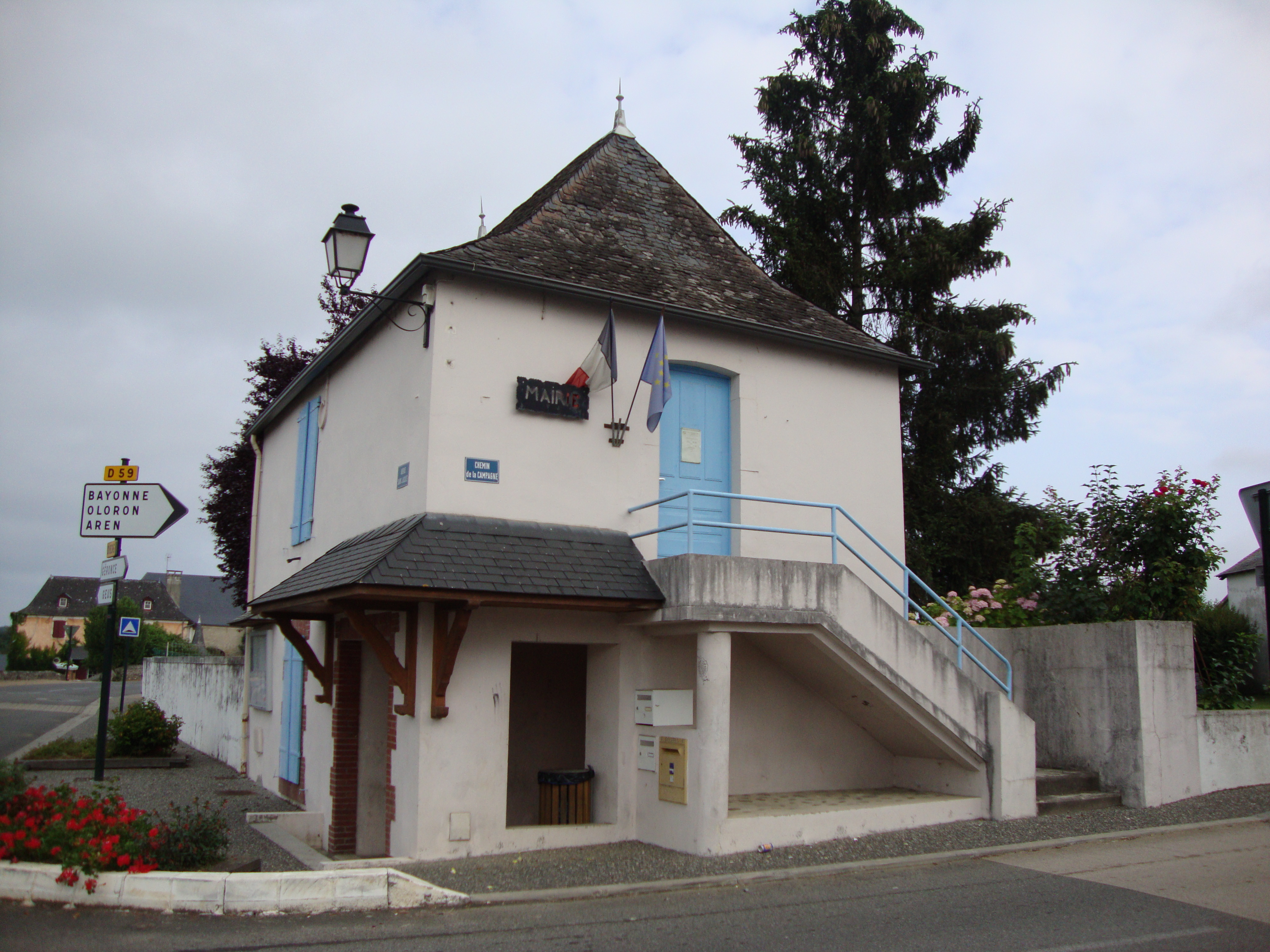
Мэрия
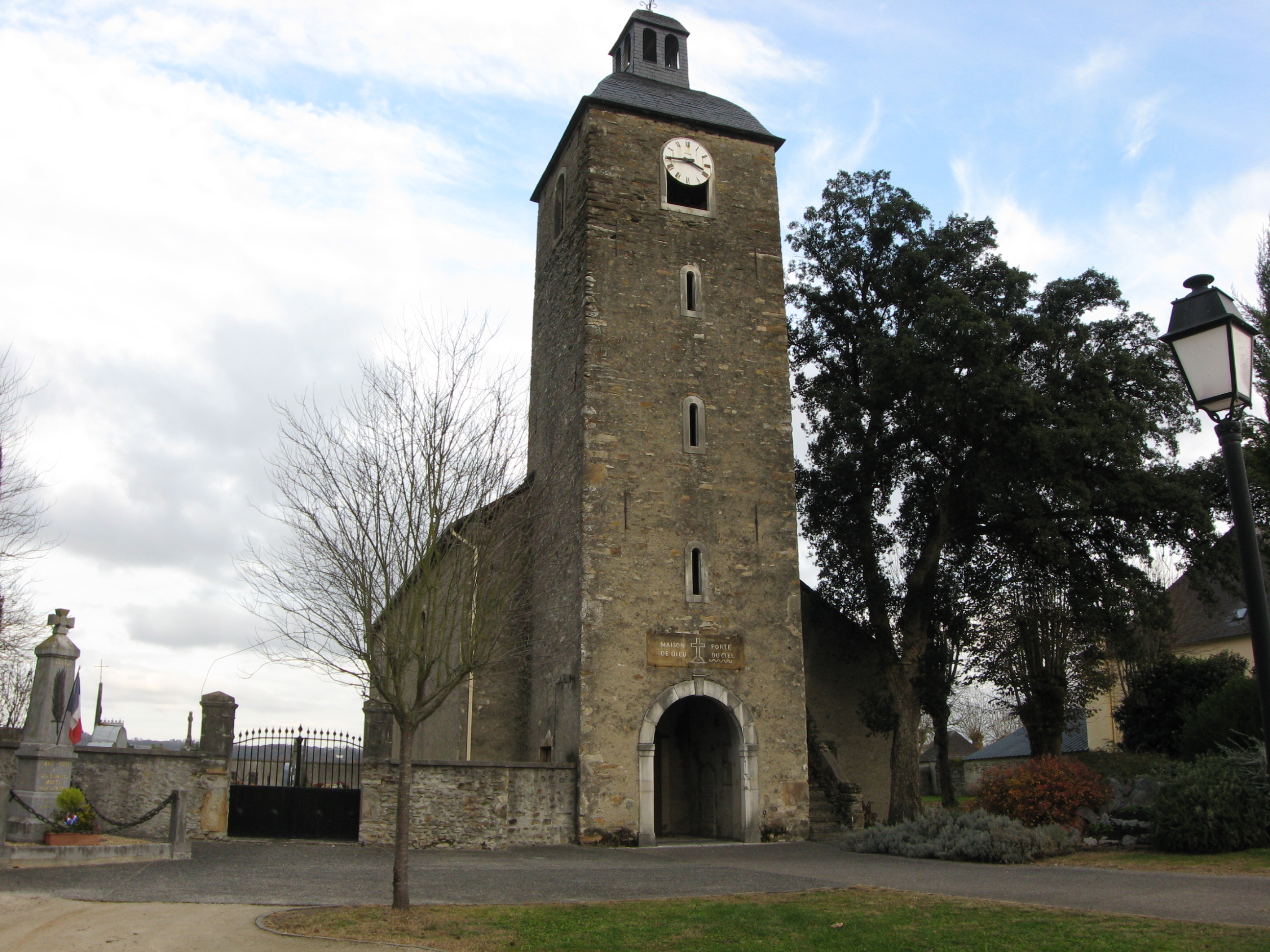
Церковь
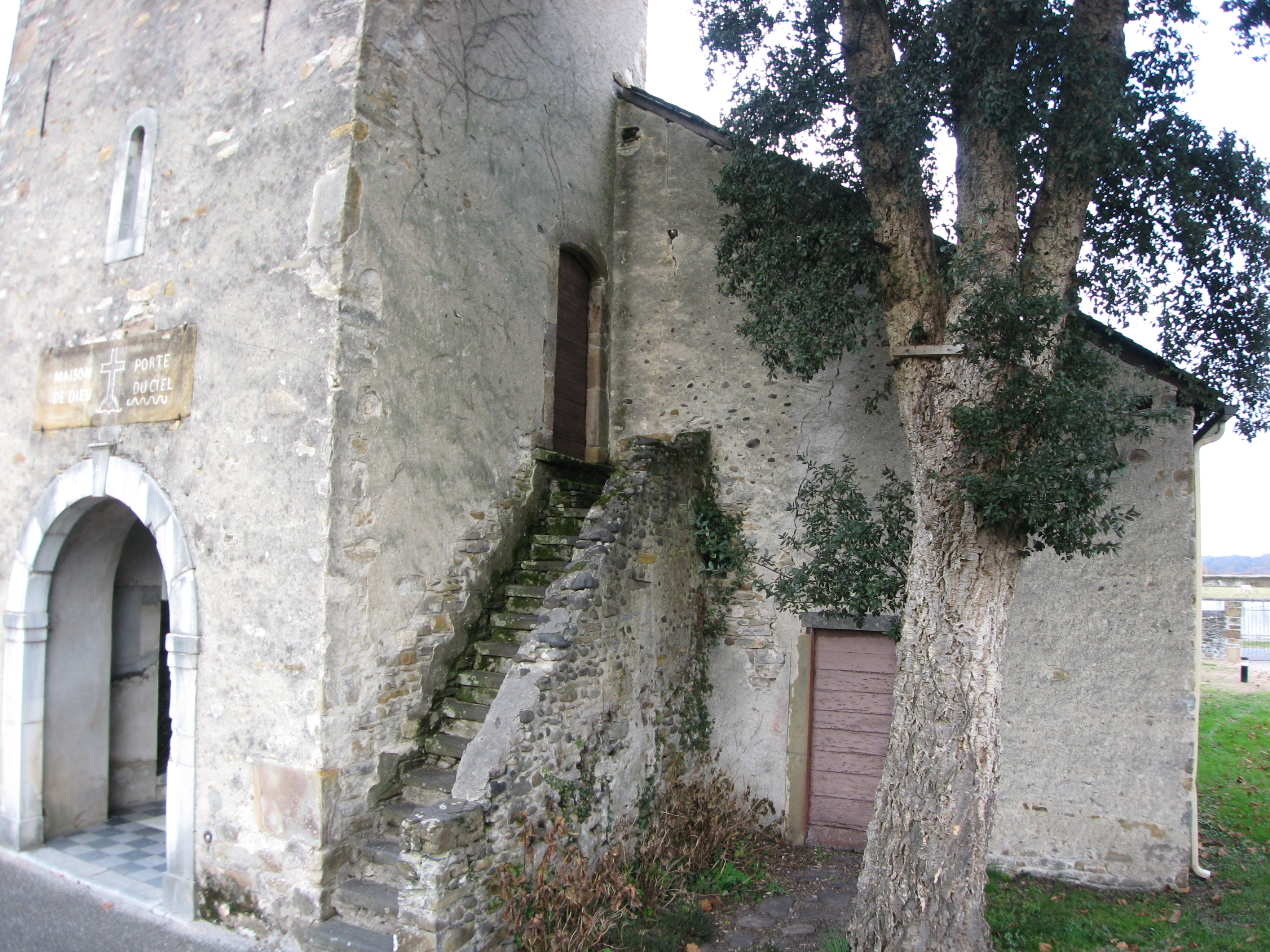
Церковь